# Elaphropeza ponapensis
Elaphropeza ponapensis är en tvåvingeart som beskrevs av Quate 1960. Elaphropeza ponapensis ingår i släktet Elaphropeza och familjen puckeldansflugor. Inga underarter finns listade i Catalogue of Life.